# اسکندر تسفای
اسکندر تسفای (آلمانی: Eskindir Tesfay؛ زادهٔ ۱۳ اکتبر ۱۹۷۶) رزمی‌کار، بازیگر، بدل‌کار و تهیه‌کنندهٔ آفریقایی‌تبار اهل آلمان است.
از فیلم‌ها یا مجموعه‌های تلویزیونی که وی در آن‌ها نقش داشته‌است، می‌توان به گره بادر ماینهوف، درون شب با…، پرونده‌ای برای دو نفر، ناشناس، لیدی‌کراخر، اطلس ابر، کونگ فو یوگا، هیتمن: مأمور ۴۷، بازی‌های گرسنگی: زاغ مقلد – بخش ۱، بازی‌های گرسنگی: زاغ مقلد – بخش ۲، دختر ببر و آنچارتد اشاره نمود.